# Ann Brody
Pour les articles homonymes, voir Brody.

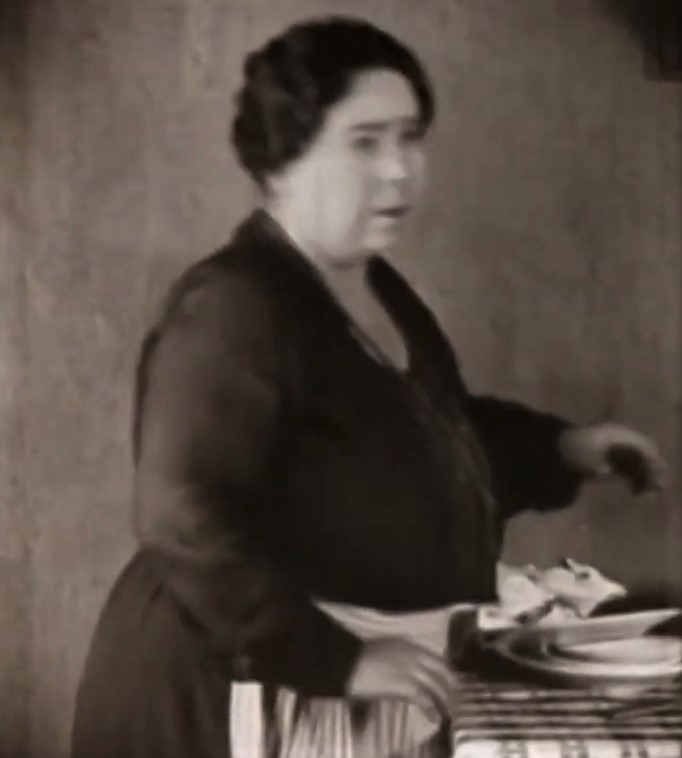
Dans Headin' Home (1920)

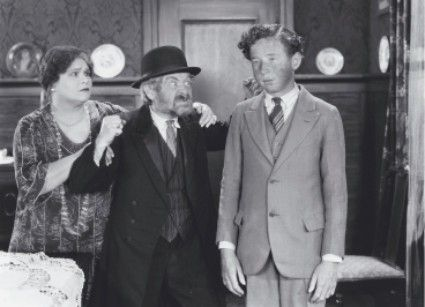
Ann Brody, Max Davidson et Spec O'Donnell (de g. à d.), dans Why Girls Say No (1927)

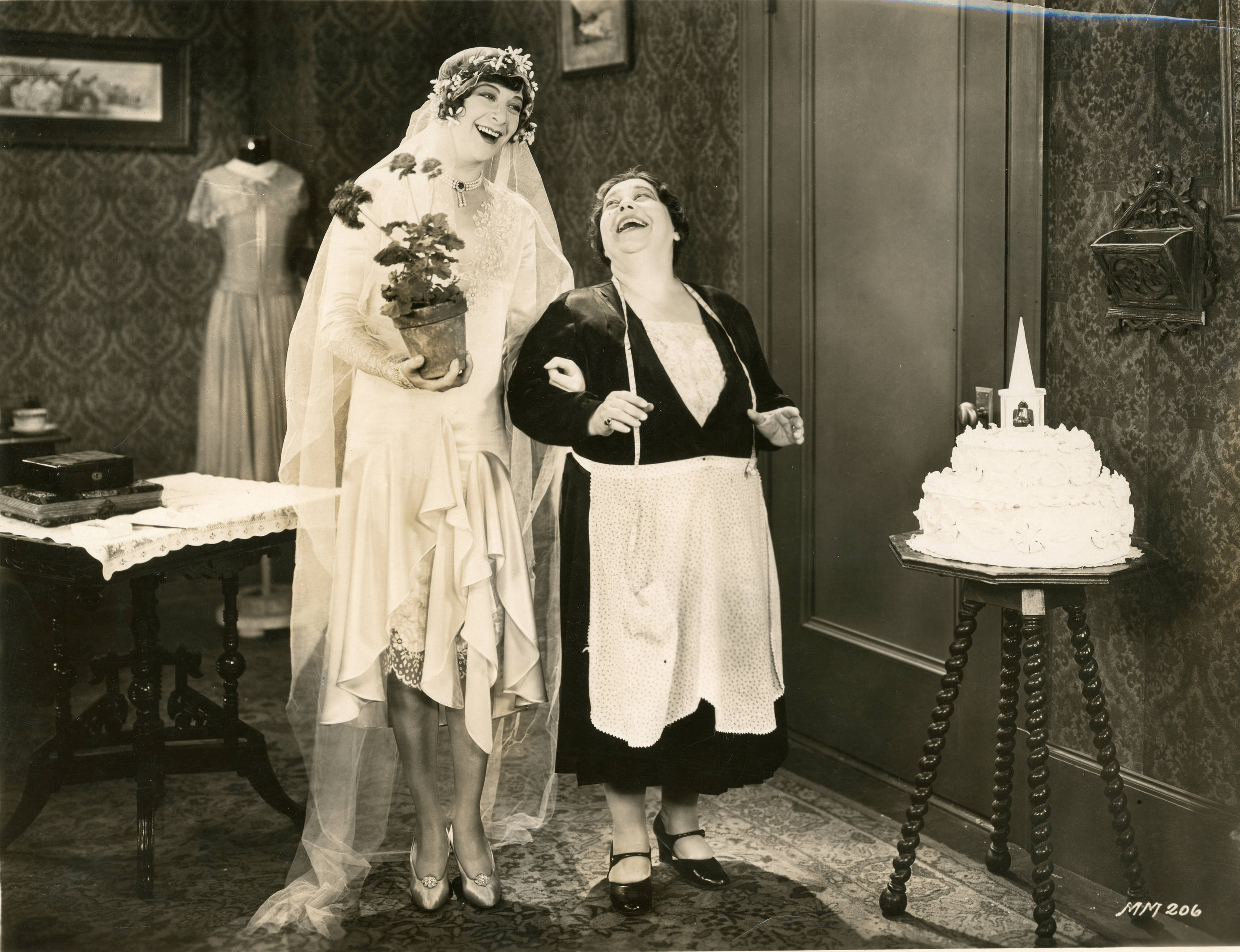
Avec Fanny Brice (à g.), dans My Man (1928)

Ann Brody Goldstein, née le 29 août 1884 en Pologne (lieu inconnu) et morte le 16 juillet 1944 à New York (État de New York), est une actrice américaine d'origine polonaise (parfois créditée Anne Brody ou Anne Brodie).

## Biographie
Sa famille polonaise ayant émigré alors qu'elle est enfant aux États-Unis (obtenant la citoyenneté américaine), Ann Brody débute au cinéma pendant la période du muet au sein de la Vitagraph, dans trois courts métrages sortis en 1915. Ultérieurement, mentionnons Headin' Home de Lawrence C. Windom (1920, avec Babe Ruth dans son propre rôle et Ruth Taylor) et L'Hacienda rouge de Joseph Henabery (1924, avec Rudolph Valentino et Nita Naldi).
Un de ses premiers films parlants est Le Chant du loup de Victor Fleming (1929, avec Gary Cooper et Lupe Vélez) ; le dernier de ses soixante-trois films sort en 1936. Entretemps, citons Une allumette pour trois de Mervyn LeRoy (1932, avec Joan Blondell et Ann Dvorak) et La Boule rouge de Rowland Brown (1933, avec George Bancroft et Judith Anderson).
Au théâtre enfin, elle joue notamment à Broadway (New York) dans trois pièces, Antonia de Melchior Lengyel (1925, avec Marjorie Rambeau dans le rôle-titre et Philip Merivale), Having Wonderful Time d'Arthur Kober (1937, avec Katherine Locke et Cornel Wilde) et The Time of Your Life (en) de William Saroyan (1940, avec Arthur Hunnicutt et Tom Tully).
Ann Brody meurt quatre ans après, en 1944, à 59 ans.

## Filmographie partielle

### Période du muet
- 1917 : The Soul Master de Marguerite Bertsch : Mme Brundy
- 1917 : The Princess of Park Row (en) d'Ashley Miller : Berta
- 1918 : One Thousand Dollars de Kenneth S. Webb : Mme Murphy
- 1920 : Headin' Home de Lawrence C. Windom : Mme Tony Marino
- 1923 : Lost in a Big City de George Irving : Mme Leary
- 1924 : L'Hacienda rouge (A Sainted Devil) de Joseph Henabery : la duègne
- 1925 : Soul-Fire de John S. Robertson : Katinka, servante de la princesse Rhea
- 1925 : Red Love (en) d'Edgar Lewis : Mme La Verne
- 1925 : Manucure (The Manicure Girl) de Frank Tuttle  : Mère Lucas
- 1926 : Too Much Money (en) de John Francis Dillon : Mme Rabinowitz
- 1927 : Why Girls Say No de Leo McCarey (court métrage) : Mama Whisselberg
- 1927 : Alias the Lone Wolf (en) d'Edward H. Griffith : Fifi
- 1929 : Le Calvaire de Lena X (The Case of Lena Smith) de Josef von Sternberg : l'épouse du concierge

### Période du parlant
- 1928 : My Man d'Archie Mayo : Mme Schultz
- 1929 : Le Chant du loup (The Wolf Song) de Victor Fleming : la duègne
- 1929 : So This Is College de Sam Wood : la femme de Moe
- 1930 : Playing Around de Mervyn LeRoy : Mme Fennerbeck
- 1930 : A Royal Romance (en) d'Erle C. Kenton : Frau Muller
- 1930 : Mensonges (Betrayal) de Lewis Milestone : rôle non spécifié
- 1931 : The Drums of Jeopardy de George B. Seitz : Taisya
- 1931 : Âmes libres (A Free Soul) de Clarence Brown : la vendeuse de hamburgers
- 1931 : Buster millionnaire (Sidewalks of New York) de Jules White et Zion Myers : la mère de famille
- 1932 : The Drifter de William A. O'Connor : Marie
- 1932 : Une allumette pour trois (Three on a Match) de Mervyn LeRoy : Mme Goldberg
- 1933 : The Sin of Nora Moran de Phil Goldstone : Sadie
- 1933 : Deux Femmes (Pilgrimage) de John Ford : la femme avec Mme Goldstein
- 1933 : High Gear (en) de Leigh Jason : Mme Cohen
- 1933 : La Boule rouge (Blood Money) de Rowland Brown : la cliente juive
- 1934 : Money Means Nothing (en) de Christy Cabanne : Mme Silverman
- 1936 : Ellis Island (en) de Phil Rosen : la mère de famille

## Théâtre à Broadway (intégrale)
- 1925 : Antonia de Melchior Lengyel, mise en scène de l'auteur et de George Cukor : la femme du profiteur
- 1937 : Having Wonderful Time d'Arthur Kober, production et mise en scène de Marc Connelly : Mme « G »[1]
- 1940 : The Time of Your Life (en) de William Saroyan[2], mise en scène de l'auteur et d'Eddie Brodin, chorégraphie de Gene Kelly : la mère de Nick (remplacement)